# IRMX
iRMX – rodzina systemów operacyjnych opracowanych przez firmę Intel dla mikrokomputerów ośmio- i szesnasto-bitowych opartych na procesorach tej firmy. Systemy należące do tej grupy są wielozadaniowymi systemami operacyjnymi czasu rzeczywistego.
Opracowano następujące systemy operacyjne:
- iRMX-86 : najbardziej rozbudowany z systemów,
- iRMX-88 : system podobny do ww. lecz z pewnymi ograniczeniami,
- iRMX-80 : system przeznaczony dla komputerów ośmiobitowych.

Uzupełnieniem w.w. systemów jest oprogramowanie MMX800 umożliwiające pracę wieloprocesorową i współpracę kilku w.w. systemów na jednej, wieloprocesorowej platformie.
Każdy z w.w. systemów to odrębny system operacyjny (a nie kolejna wersja rozwojowa tego samego systemu). Wszystkie są podobne w swojej koncepcji, lecz różnią się w realizacji i zastosowaniach. Uzupełniając podane wyżej wyszczególnienie o ogólne określenie zakresu zastosowań poszczególnych systemów, można przyjąć, że:
- systemy iRMX-86 i iRMX-88 są przeznaczone dla komputerów szesnastobitowych:
  - iRMX-86 : jako najbardziej rozbudowany, predysponowany jest do zastosowań przy budowie większych systemów czasu rzeczywistego, wymagających dużej pamięci operacyjnej i pamięci dyskowej,
  - iRMX-88 : do pozostałych, mniejszych konfiguracji,
- system iRMX-80 jest przeznaczony dla komputerów ośmiobitowych.

Główne zastosowania tych systemów to przemysłowe sterowanie systemami czasu rzeczywistego, wymagających dużych możliwości indywidualnego dostosowania systemu do różnych, często bardzo specyficznych procesów technologicznych. Stąd koncepcja budowy systemów opartych na modułach funkcjonalnych, z których można tworzyć różne konfiguracje (można wręcz mówić o konkretnej implementacji systemu) przez konstruktora mikrokomputerowego systemu sterującego. Sam system do sterowania konkretnym procesem technologicznym jest niewystarczający – niezbędne jest zdefiniowanie (zaprogramowanie), określonych zadań. Temu służyły implementacje określonych języków programowania, przy czym w systemach serii iRMX najszerzej stosowano asembler ASM-86 i implementacja PL/M-86. W systemie z obsługą pamięci dyskowej iRMX-86 można było przygotowywać oprogramowanie bezpośrednio. Dla systemu iRMX-88, bez tej obsługi, należało przygotować zadanie w systemie zewnętrznym (stosowano iRMX-86 lub ISIS-II).